# Ptereleotris zebra
Ptereleotris zebra (Fowler, 1938) è un pesce marino appartenente alla famiglia Microdesmidae e alla sottofamiglia Ptereleotrinae.

## Distribuzione e habitat
È una specie Indo-Pacifica il cui areale si estende a nord fino alle Ryūkyū e ad est fino alle isole Marchesi; è presente nel mar Rosso e nella Grande barriera corallina. Vive in zone con fondali rocciosi e corrente intensa, di solito tra i 2 e i 4 m di profondità, anche se può spingersi fino ai 40.

## Descrizione
Il corpo, allungato e compresso lateralmente, non supera i 12 cm e presenta scaglie cicloidi; è inoltre presente un barbiglio sul mento. La colorazione può variare dal giallo pallido al verdastro, e sui fianchi ci sono numerose linee verticali rosate o arancioni dal bordo bluastro. Altre striature blu si trovano vicino all'occhio e sull'opercolo.
Le pinne sono giallastre e la pinna anale è bordata di rosso; le due pinne dorsali hanno il margine nero, e sulla seconda sono presenti macchie blu. La pinna caudale è tronca o appena lobata, mai forcuta.

## Biologia

### Comportamento
Forma gruppi.

### Predatori
È spesso preda di serranidi come le cernie del genere Epinephelus.

### Alimentazione
Si nutre di zooplancton.

## Conservazione
È talvolta esportato sia dall'Indonesia che dalle Maldive per l'acquariofilia; è comunque una specie comune il cui areale si sovrappone a diverse aree marine protette, quindi la lista rossa IUCN ha classificato P. zebra come "a rischio minimo" (LC) nel 2016.